# Zodiac Mindwarp and the Love Reaction
Zodiac Mindwarp and the Love Reaction es una banda británica de hard rock. Fue fundada por Mark Manning, artista gráfico y editor de la revista flexipop. Han lanzado hasta la fecha siete álbumes de estudio y dos álbumes en directo y han compartido escenario en grandes festivales con bandas y artistas de renombre como Alice Cooper, Guns N' Roses y Iron Maiden.
La canción Feed My Frankenstein del cantante estadounidense Alice Cooper fue coescrita por Mark Manning, el cual usó la canción para incluirla en el álbum de 1991 Hoodlum Thunder de Zodiac Mindwarp.

## Músicos

### Actuales
- Zodiac Mindwarp - voz
- Cobalt Stargazer - guitarra
- Jack Shitt - bajo
- Bruno 'The Cat' Agua - batería

## Discografía

### Sencillos y EP
- 1986 - "Wild Child" (EP)
- 1986 - "High Priest of Love" (EP)
- 1987 - "Prime Mover"
- 1987 - "Back Seat Education"
- 1988 - "Planet Girl"
- 1993 - "My Life Story" (EP)

### Álbumes
- Tattooed Beat Messiah (1988)
- Hoodlum Thunder (1991)
- Live at Reading (1993)
- One More Knife (1994)
- I Am Rock (2002)
- Weapons of Mass Destruction (2004)
- Rock Savage (2005)
- Pandora's Grisly Handbag (2006)
- We Are Volsung (2010)